# Анфим (Махериотис)
Митрополи́т Анфи́м Махерио́тис (греч. Μητροπολίτης Άνθιμος Μαχαιριώτης, до пострижения носил фамилию Папаса́ввас, греч. Παπασάββας; 1905, Никосия, Никосия — 19 сентября 1976, Лимасол, Лимасол) — епископ Кипрской православной церкви, митрополит Китийский, проэдр Амафунта, нового города Лимасола и Куриона.

## Биография
В 1942 году окончил богословский факультет Афинского университета. Некоторое время служил проповедником в греческой армии.
20 января 1951 года единогласно избран митрополитом Китийским.
4 февраля 1951 года был рукоположён во епископа Китийского с возведением в сан митрополита.
В феврале 1956 года Кипр покинул митрополит Пафский Фотий (Кумидис), а 9 марта того же года был тайно взят под стражу и сослан на Сейшельские острова архиепископ Макарий III, после чего из архиереев на Кипре остались митрополит Китийский Анфим и хорепископ Саламинский Геннадий (Махериотис). В связи с изгнанием Архиепископа Макария III заявил протест британскому губернатору.
В связи со ссылкой архиепископа Макария III и митрополита Киприана, митрополит Китийский Анфим 12 марта 1956 года направил протест Предстоятелям Православных Церквей, Архиепископу Кентерберийскому, Всемирному совету церквей и целому ряду политических деятелей мира. В тот же день он обратился к православной пастве с посланием, в котором говорилось: «Вождь греческого кипрского народа вынужден был оставить порабощённый народ в сиротстве и отправиться в изгнание… Антихристианская и тираническая деятельность британского правительства вызывает боль и негодование в сердцах преданного своему этнарху народа». В храмах стали возноситься молитвы о здравии сущего в изгнании Предстоятеля Церкви.
В сентябре 1956 года британские власти ограничили передвижение митрополита Анфима пределами его митрополии. Общение с внешним миром ему было запрещено. Только в апреле 1957 года ограничение с него было снято.
В мае 1963 года возглавил делегацию Кипрской церкви на торжествах по случаю 50-летия архиерейского служения Патриарха Московского и всея Руси Алексия I.
В 1967 году Кипр снова испытал давление: пришедшие к власти в Греции «чёрные полковники» возобновили курс на объединение Кипра с Грецией. Инициатором акции был полковник Георгиос Гривас. Однако теперь киприоты не желали энозиса: независимость и территориальная целостность острова была приобретена ими слишком дорогой ценой.
Кризис 1967 году привёл к значительному ограничению греческого военного присутствия, но Греция продолжала борьбу против правительства Архиепископа Макария III, используя в качестве политического инструмента авторитет Церкви.
Итогом противостояния стало то, что 2 марта 1972 года митрополиты Пафский Геннадий (Махериотис), Китийский Анфим (Махериотис) и Киренийский Киприан (Кириакидис) потребовали отставки архиепископа Макария III с поста президента Кипра под предлогом несовместимости президентской власти с занимаемым постом Главы Церкви. Главы Православных и инославных Церквей выступили в поддержку Макария III, считая его традиционным (с 1660 года) преемником архиепископов — этнархов кипрского народа.
8 марта 1973 года в Лимасоле состоялось заседание Священного Синода, на котором присутствовали три митрополита — митрополит Пафский Геннадий, митрополит Китийский Анфим (Махериотис) и митрополит Киринийский Киприан (Кириакидис). Они под предлогом несовместимости мирского служения со священным саном определили отстранить Архиепископа Макария III от должности Предстоятеля Кипрской Церкви. При этом Митрополит Пафский Геннадий был избран ими местоблюстителем.
Архиепископ Макарий немедленно ответил на это решение, заявив, что оно недействительно, так как Синод собрался нелегально (без воли Архиепископа), мало того, оно по мнению Архиепископа Макария показало, что митрополиты не смогли оценить внутренней политической ситуации в стране, подрывали моральный авторитет самой Церкви, саботируя её, и выступали вообще против кипрского народа.
14 июля 1973 года в Никосии под председательством Папы и Патриарха Александрийского и всей Африки Николая VI при участии Патриарха Антиохийского и всего Востока Илии IV и других одиннадцати архиереев Александрийского, Антиохийского и Иерусалимского патриархатов состоялся Великий и Верховный Синод, единодушно признавший постановления трёх кипрских митрополитом о низложении Архиепископа Макария антиканоничными и недействительными. Митрополиты-смутьяны были отстранены от своих обязанностей.
Митрополиты отказались подчиниться решениям Великого и Верховного Синода, заявив, что такой Синод имеет право созывать только Константинопольский Патриарх, а последний в деяниях Синода не участвовал. Генерал Гривас, в свою очередь, заявил, что данный Синод явился «вторжением ислама под руководством Патриарха Александрийского» и ведёт к хаосу и кровопролитию. Отстраненных митрополитов он взял под защиту военных сил.
В июле 1974 году попытка государственного переворота привела к вторжению на остров турецких войск. Архиепископ Макарий III покинул Кипр, но в декабре того же года вернулся из Лондона. Турки заняли 37 % кипрской территории.
Скончался в 1976 году.
5 апреля 1982 года, после того как бывший митрополит Пафский Геннадий раскаялся и объявил недействительным решение Синода от 7 марта 1973 года, по инициативе архиепископа Хризостома в Никосии был созван второй Великий и Верховный Синод, который возвратил ему архиерейский сан без предоставления кафедры. Также было принято решение о посмертном снятии отлучения с митрополита Анфима.